# Odile Redon
Odile Redon (Épinal, 18 ottobre 1936 – Parigi, 26 febbraio 2007) è stata una storica francese studiosa del Medioevo senese e dell'alimentazione medievale.

## Biografia
Inizia il suo insegnamento nel 1959 fino al 1966, come docente di storia e geografia al Liceo Balzac a Tours. Passa poi all'Università di Tour nel 1967 prima come assistente, e poi dal 1972, come associata  di storia medievale e vi resta fino al 1974, quando passa come ordinaria all'Università di Parigi VIII (allora collocata a Vincenne) ove resta per 25 anni.
Si specializza negli studi sull'Italia medievale e nello specifico sulla storia di Siena.; successivamente segue il filone di ricerca di Jean-Louis Flandrin interessandosi alla storia dell'alimentazione nel medioevo pubblicando un volume e diversi articoli su questo tema. Successivamente allarga le sue ricerche alla storia della santità.
Nella redazione della rivista Médiévales dalla sua fondazione nel 1982, ne diviene poi responsabile e poi direttrice fino al 2000. Andata in pensione nel 1999, lavora al progetto collettivo Les langues d'Italie mèdièvale edito nel 2002, e cura, assieme a François Menant il volume Notaires et crédit dans l'Occident méditerranéen médiéval, edito nel 2004. Cura un volume in onore di Jean-Louis Flandrin sul Desiderio e il gusto, edito nel 2005. Inizia la traduzione delle Cronache di Giovanni Villani, che la morte non le consente di portare a termine.

## Scritti
- Odile Redon, Uomini e comunità del contado senese nel Duecento, Siena, Accademia senese degli intronati, 1982.
- Odile Redon, Lo spazio di una città. Siena e la Toscana meridionale, Roma, Viella.
- La Gastronomie médiévale, 1991.
- (FR) L'espace d'une cité. Sienne et le pays siennois, Roma, École française de Roma, 1994.
- Odile Redon e Lucia Battaglia Ricci (a cura di), Les langues de l’Italie medievale,textes d’histoire et de littérature, 10.-14. siècle, Turnhout, Brepols, 2001.
- Odile Redon e François Menant (a cura di), Notaires et crédit dans l'Occident méditerranéen médiéval, Roma, École française de Rome, 2004.
- Odile Redon, Line Sallmann e Sylvie Steinberg (a cura di), Le désir et le goût; une autre histoire, XIIIe-XVIIIe siècles, actes du colloque international à la mémoire de Jean-Louis Flandrin, Saint-Denis, septembre 2003, Saint-Denis, Presses universitaires de Vincennes, 2005.
- Odile Redon, Des forêts et des âmes: espaces et société dans la Toscane médiévale, Studi raccolti da Laurence Moulinier-Brogi, Saint-Denis, Presses universitaires de Vincennes, 2008.
- Odile Redon, Françoise Sabban e Silvano Serventi, A tavola nel medioevo: con 150 ricette dalla Francia e dall'Italia, Prefazione di Georges Duby, Roma, Laterza, 2012.
- Odile Redon, Una famiglia un santo, una città. Ambrogio Sansedoni e Siena, a cura di Sofia Boesh Gajano, Roma, Viella, 2014, ISBN 978-88-6728-454-2.